# Aeroporto de Wilmington
O Aeroporto de Wilmington (em inglês: Wilmington Airport) (IATA: ILG, ICAO: KILG) é um aeroporto localizado em Wilmington, no estado do Delaware, nos Estados Unidos, sendo o principal aeroporto do estado, também serve como aeroporto de menor porte da cidade da Filadélfia, na Pensilvânia.